# Повіт Ора
Пові́т О́ра (яп. 邑楽郡, おうらぐん, МФА: [oːɾa guɴ]) — повіт у префектурі Ґумма, Японія.